# Tony Galvin
Anthony "Tony" Galvin, né le 7 décembre 1956 à Huddersfield en Angleterre, est un footballeur irlandais. Il jouait au poste d’ailier gauche.

## Biographie
La majeure partie de sa carrière s’est déroulée au club anglais de Tottenham Hotspur où il a joué 201 matchs de championnat et marqué 20 buts. Il a été recruté en 1978 par le manager des Spurs Keith Burkinshaw alors qu’il jouait en championnat régional pour Goole Town. À partir de 1981 il devient un titulaire régulier de l’équipe première grâce à ses capacityés de débordement et de centre. Il devient vite un des piliers de l’équipe doublement victorieuse en Coupe d'Angleterre en 1981 et 1982 et vainqueur de la Coupe de l'UEFA en 1984.
Tony Galvin a été sélectionné en équipe nationale d’Irlande à 29 reprises pour un seul but marqué. Il a participé aux trois matchs qu’a joué son équipe lors de la phase finale de l’Euro 1988 aux Pays-Bas.

## Palmarès
- Vainqueur de la Coupe de l'UEFA en 1984 avec Tottenham
- Vainqueur de la Coupe d'Angleterre en 1981 et 1982 avec Tottenham (finaliste en 1987)
- Finaliste de la League cup en 1982 avec Tottenham

## Vie privée
Il est le frère de Chris Galvin, footballeur anglais ayant joué notamment à Leeds United.

## Sources
- (en) Stephen McGarrigle, The Complete who's who of Irish international football : 1945-1996, Edimbourg, Mainstream Publishing, octobre 1996, 237 p. (ISBN 1-85158-894-9), p. 74-75